# Sven Goldemann
Sven Thomas Goldemann (* 22. Juni 1969 in Hamburg) ist ein deutscher Curler. 
Goldemann kam im Alter von zwölf Jahren durch seinen Vater zum Curlingsport. Nach dem Abitur studierte er BWL und absolvierte eine Lehre zum Bankkaufmann, später ergriff er diesen Beruf und wurde Outsourcingspezialist. Sein erster Start bei einem internationalen sportlichen Großereignis datiert aus dem Jahr 1996, als er gemeinsam mit einem Team des Curling Clubs Hamburg um den Skip John Jahr an der Weltmeisterschaft im kanadischen Hamilton teilnahm und dort den achten Rang belegte. Nach Jahrs zwischenzeitlichem Rückzug vom Curlingsport qualifizierte sich das Hamburger Team zunächst nicht mehr für internationale Wettbewerbe; dort wurde Deutschland stattdessen zumeist vom CC Füssen um Andreas Kapp vertreten. 
2010 kehrte Jahr zum CC Hamburg zurück und formierte um sich mit Goldemann, Christopher Bartsch, Felix Schulze und Peter Rickmers eine Mannschaft mit dem Ziel, sich für die Olympischen Winterspiele 2014 in Sotschi zu qualifizieren. Im Jahr darauf trat der Füssener Skip Kapp zurück und das Hamburger Team füllte die entstandene Lücke auf: Bei der Europameisterschaft 2011 belegte es als deutscher Vertreter Rang sieben, bei der Weltmeisterschaft 2012 den elften und damit vorletzten Platz. Im gleichen Jahr verpasste der CC Hamburg die interne Qualifikation für die Europameisterschaft; dort trat der CC Füssen um den neuen Skip Andreas Lang an und stieg nach einem schlechten Ergebnis aus der A-Gruppe ab. Aus diesem Grund musste das Hamburger Team im Winter 2013/14 zunächst bei der B-EM antreten, die es ohne Niederlage für sich entschied, und anschließend ein Olympia-Qualifikationsturnier Mitte Dezember 2013 in Füssen bestreiten, um sich dort einen Startplatz für die Spiele in Sotschi zu sichern. Auch dieses Turnier gewann die Mannschaft vom CC Hamburg trotz zweier Auftaktniederlagen und konnte dementsprechend bereits am 18. Dezember 2013 in der ersten Nominierungsrunde vom DOSB für das deutsche Olympiateam nominiert werden. Dort spielte Goldemann mit Jahr, Schulze und Bartsch. Die Mannschaft konnte nur eines ihrer neun Spiele gewinnen und kam auf den zehnten und letzten Platz. Bei der Weltmeisterschaft 2014 kam er auf den achten Platz.